# Ивлевская (Шенкурский район)
Ивлевская — деревня в Шенкурском районе Архангельской области. Входит в состав муниципального образования «Верхоледское».

## География
Деревня расположена в южной части Архангельской области, в таёжной зоне, в пределах северной части Русской равнины, в 72 километрах на северо-запад от города Шенкурска, на левом берегу реки Ледь, при впадении в неё притока Ноуса. Ближайшие населённые пункты: на юге, на противоположном берегу Леди, деревня Дывлевская.
Часовой пояс
Ивлевская, как и вся Архангельская область, находится в часовой зоне МСК (московское время). Смещение применяемого времени относительно UTC составляет +3:00.

## Население
| 2002 | 2010 | 2012 |
| ---- | ---- | ---- |
| 36   | ↘12  | ↗17  |

## История
Указана в «Списке населённых мест по сведениям 1859 года» в составе 1-го стана Шенкурского уезда Архангельской губернии под номером «2200» как «Iевлевская (Семушина)». Насчитывала 9 дворов, 47 жителей мужского пола и 50 женского.
В «Списке населённых мест Архангельской губернии к 1905 году» деревня Iевлевская (Семушина) насчитывает 26 дворов, 78 мужчин и 86 женщин. В административном отношении деревня входила в состав Котажского сельского общества Великониколаевской волости.
В 1911 году деревня оказалась в составе новой Котажско-Верхоледской волости, которая выделилась из Великониколаевской. На 1 мая 1922 года в поселении 37 дворов, 83 мужчины и 94 женщины.